# Golaghat (distrikt)
Golaghat är ett distrikt i Indien.   Det ligger i delstaten Assam, i den östra delen av landet, 1 700 km öster om huvudstaden New Delhi. Antalet invånare är 1 066 888.
Följande samhällen finns i Golaghat:
- Golāghāt
- Dergaon
- Bokākhāt
- Barpathār
- Numāligarh